# Maresca (torrente)
Il torrente Maresca è un affluente di sinistra del Fiume Reno, il cui bacino idrografico si sviluppa interamente nella Provincia di Pistoia. Origina dalla confluenza del Rio Forconale e del Fosso Mandriacci.

## Percorso
Il Rio Forconale nasce dal Poggio dei Malandrini (1.662 m s.l.m.), spartiacque principale che separa il bacino adriatico del Reno da quello tirrenico del Serchio, ha lunghezza di circa 2,5 km e drena buona parte della Foresta Demaniale del Teso, piantata a conifere. Il Fosso Mandriacci, invece, lungo 1,5 km, nasce dal Monte Maceglia (1.424 m s.l.m.), sul medesimo spartiacque principale, e drena il versante orientale del Piano di Pratorsi. 
Dalla confluenza dei suddetti corsi d'acqua, e dal Rio Gonfienti, il Maresca percorre, con direzione prevalente N-S, una magnifica e verdeggiante vallata, dapprima abbastanza incassata, selvaggia e per nulla antropizzata (anche se meno alpestre di quella contermine del torrente Orsigna), poi, con direzione prevalente O-E, più ampia e punteggiata d'insediamenti urbani e, addirittura, industriali (questi ultimi di grande rilevanza nel settore metalmeccanico): Maresca, Campo Tizzoro e Pontepetri, località nella quale confluisce nel Fiume Reno, raddoppiandone, in pratica, la portata in ogni stagione, non senza prima avere ricevuto da destra, immediatamente a valle di Campo Tizzoro, il tributo del Rio Bardalone che, col suo affluente Rio Occhiali, drena il versante settentrionale del massiccio Le Lari.
Il Maresca ha lunghezza del corso propriamente detto di 6,7 km (che divengono 9,2 dalla sorgente del Rio Forconale), superficie di bacino di 19,8 km² e portata media di circa 2 m³/s, con minimi dell'ordine di 0,5 m³/s e massimi dell'ordine di 40 m³/s ed anche più nelle piene centennali.

## Economia
La valle del Maresca è caratterizzata da un clima relativamente mite in inverno (molto più mite della vicina valle dell'Orsigna) e fresco in estate, cosa che ha favorito l'insediamento umano; inoltre la presenza di una zona pianeggiante nella sua parte terminale (il Campo Tizzoro) vi ha favorito l'insediamento industriale della S.M.I. (oggi La Metalli Industriale) che ha un imponente sistema di stabilimenti industriali (realizzati prevalentemente fra le due guerre mondiali) collegati anche da gallerie sotterranee e che opera nel settore metalmeccanico. 
Peraltro, la tradizione industriale della vallata, favorita dall'abbondanza di acque (che un tempo dovevano essere ancora più copiose) risale al '600, quando la famiglia Appiani (originaria di Piombino) impiantò a Maresca una ferriera. Oggi di quel passato resta solo il "vicolo Medievale", la chiesa dedicata a San Gregorio Magno, La ferriera, con i suoi magli in legno e con il meccanismo spinto dall'acqua del torrente e il "Palazzo" Appiani-Rospigliosi costruito a partire dal 1550 e ricostruito dopo la seconda guerra mondiale. Tutto il resto del paese fu distrutto nel settembre del 1944 da un raid aereo alleato che aveva come obiettivo il comando strategico d'area tedesco della linea gotica.
Fino alla metà degli anni sessanta del XX secolo, la valle era servita dalla Ferrovia Alto Pistoiese (F.A.P.), oggi completamente smantellata, eccetto che parte delle sedi dei binari, e le caratteristiche stazioncine. 
La F.A.P., a scartamento ridotto, traeva origine nell'importante stazione di Pracchia e, dopo avere risalito la valle del Reno, poi quella del Maresca (stazioni di Pontepetri, Campo Tizzoro, Maresca), valicava lo spartiacque appenninico principale poco sopra il Passo dell'Oppio (821 m s.l.m.) per discendere nella valle del torrente Limestre (affluente del Fiume Lima, quindi nel bacino del Fiume Serchio), toccando l'abitato di Gavinana e, infine, il capolinea di San Marcello Pistoiese.
L'etimologia del toponimo  verosimilmente è dovuta agli alberi di ciliegie amarene, in vernacolo amaraschi, coltivati da sempre nella valle.
Verosimilmente nella piana fra Campo Tizzoro e Pontepetri, nel 62 a.C., secondo molti storici, si svolse la battaglia (detta impropriamente di Pistoia e più propriamente di Campo Tizzoro) nella quale perse la vita Lucio Sergio Catilina ad opera delle milizie del console Gaio Antonio.

## Storia
Nei pressi della vallata, in comune di Gavinana, sull'altopiano di Monte Oppio, appena oltre lo spartiacque fra Reno e Serchio, si svolse il 3 agosto 1530 la famosa e strenua Battaglia di Gavinana fra le milizie della Repubblica Fiorentina, guidate da Francesco Ferrucci (che, già ferito a morte, fu spietatamente finito per mano di Fabrizio Maramaldo forse pronunciando la celebre frase «Vile, tu uccidi un uomo morto!»), e le truppe imperiali.